# دسته سارقان
دسته سارقان (انگلیسی: Band of Robbers) فیلمی آمریکایی در سبک است که در سال ۲۰۱۵ منتشر شد.